# Rosalia funebris
Rosalia funebris es una especie de escarabajo longicornio del género Rosalia, tribu Compsocerini, subfamilia Cerambycinae. Fue descrita científicamente por Motschulsky en 1845.

## Descripción
Mide  22-38 milímetros de longitud.

## Distribución
Se distribuye por Canadá y Estados Unidos.